# Rue Eugénie-Éboué
La rue Eugénie-Éboué est située dans le 12e arrondissement de Paris.

## Origine du nom
Elle porte le nom d'Eugénie Éboué-Tell, femme politique française, successivement députée, conseillère de la République et sénatrice de Guadeloupe, et mariée à Félix Éboué.

## Historique
La rue est créée et prend sa dénomination actuelle le 22 juillet 1977.